# Teresa Giménez Barbat
María Teresa Giménez Barbat (Barcelona, 4 de junio de 1955) es una escritora y política española. Aboga por un humanismo secular, universalismo racionalista y escepticismo.  Fue una eurodiputada tránsfuga durante la VIII legislatura, ya que a pesar de ser elegida en la lista de Unión, Progreso y Democracia, partido del que se dio de baja sin renunciar al escaño, se integró en la delegación Ciudadanos Europeos dentro del Grupo de la Alianza de los Liberales y Demócratas por Europa (ALDE).

## Biografía
Es licenciada en Antropología e Historia del Arte por la Universidad de Barcelona. Máster en Gestión Pública por la Universidad Autónoma de Barcelona. Ha sido directora ejecutiva de Alternativa Racional a las Pseudociencias (ARP) y es una de los promotores del Foro Pensamiento Crítico. Es miembro fundador de la asociación Ciutadans de Catalunya, de la cual es presidenta desde el 28 de septiembre de 2006, y fue firmante del manifiesto que originó la creación de Ciudadanos-Partido de la Ciudadanía (Cs). Fue una de los dos únicos fundadores de Ciutadans de Catalunya que se afiliaron a Cs cuando éste se fundó en julio de 2006. Sin embargo, abandonó Ciudadanos en el año 2007 para integrarse en la Plataforma Pro, una plataforma ciudadana surgida en el seno de ¡Basta Ya! que dio origen al partido político Unión, Progreso y Democracia (UPyD).
Siendo afiliada de UPyD desde su fundación, fue la candidata número 5 a las elecciones al Parlamento Europeo de 2009, la candidata número 2 a las elecciones al Parlamento de Cataluña de 2012 por la circunscripción de Barcelona y la candidata número 6 de UPyD a las elecciones al Parlamento Europeo de 2014. También fue responsable de Acción Institucional y Comunicación de UPyD Cataluña.
A pesar de que UPyD solo consiguió 4 eurodiputados, logró su acta de eurodiputada debido a la dimisión de dos de los cuatro eurodiputados de UPyD. Desde el 25 de noviembre de 2015 sustituye a Fernando Maura en el Parlamento Europeo. Dentro del Parlamento Europeo Teresa Giménez estuvo integrada en la delegación de Ciudadanos Europeos. Continuó afiliada a UPyD hasta que se dio de baja el 6 de abril de 2016. Estuvo integrada en el Grupo de la Alianza de los Liberales y Demócratas por Europa (ALDE), formando parte de la Comisión de Cultura y Educación, de la Delegación para las Relaciones con los Países del Magreb y la Unión del Magreb Árabe y de la Delegación en la Asamblea Parlamentaria de la Unión para el Mediterráneo.

## Proyecto Euromind
Teresa Giménez Barbat es impulsora del proyecto Euromind, un foro de encuentros centrados en la ciencia y el humanismo en el Parlamento Europeo.
La primera sesión se realizó el 23 de febrero de 2016 bajo el título Hacia una Europa secular: Frente a los Fundamentalismos, con la participación de Paul Cliteur y Maryam Namazie.
El 26 de abril de 2016 se realizó el seminario llamado ¿Nacionalismos perpetuos? con la participación de Adolf Tobeña con la intervención ¿Una sociedad enajenada?: una disección psicobiológica del secesionismo catalán, que fue criticado por ERC y CDC que le acusaban relacionar los movimientos nacionalistas e independentistas con problemas psicológicos y psiquiátricos. El seminario también contó con la participación de Carsten De Dreu y  Mark van Vugt.
La tercera sesión se realizó el 27 de septiembre de 2016 bajo el título ¿Existen los europeos?, con la participación de Juan Luis Arsuaga, Roberto Colom, Nigel Warburton y Francisco Sosa Wagner.

## Obras
- Giménez Barbat, María Teresa (2003). Polvo de estrellas. Editorial Kairós. p. 366. ISBN 978-84-7245-544-3.
- Giménez Barbat, María Teresa (2007). Diari d'una escèptica (en catalán). Tentadero Ediciones. p. 367. ISBN 978-84-935518-1-0.
- Giménez Barbat, María Teresa (2012). Citileaks: los españolistas de la Plaza Real. Colección Anécdota. Editorial Sepha. p. 323. ISBN 978-84-939927-5-0.
- Giménez Barbat, María Teresa (2021). Mil días en Bruselas. Diario irreverente de una eurodiputada. Ensayos. Editorial Funambulista. p. 350. ISBN 978-84-122371-4-6.